# 萨德阿巴德条约

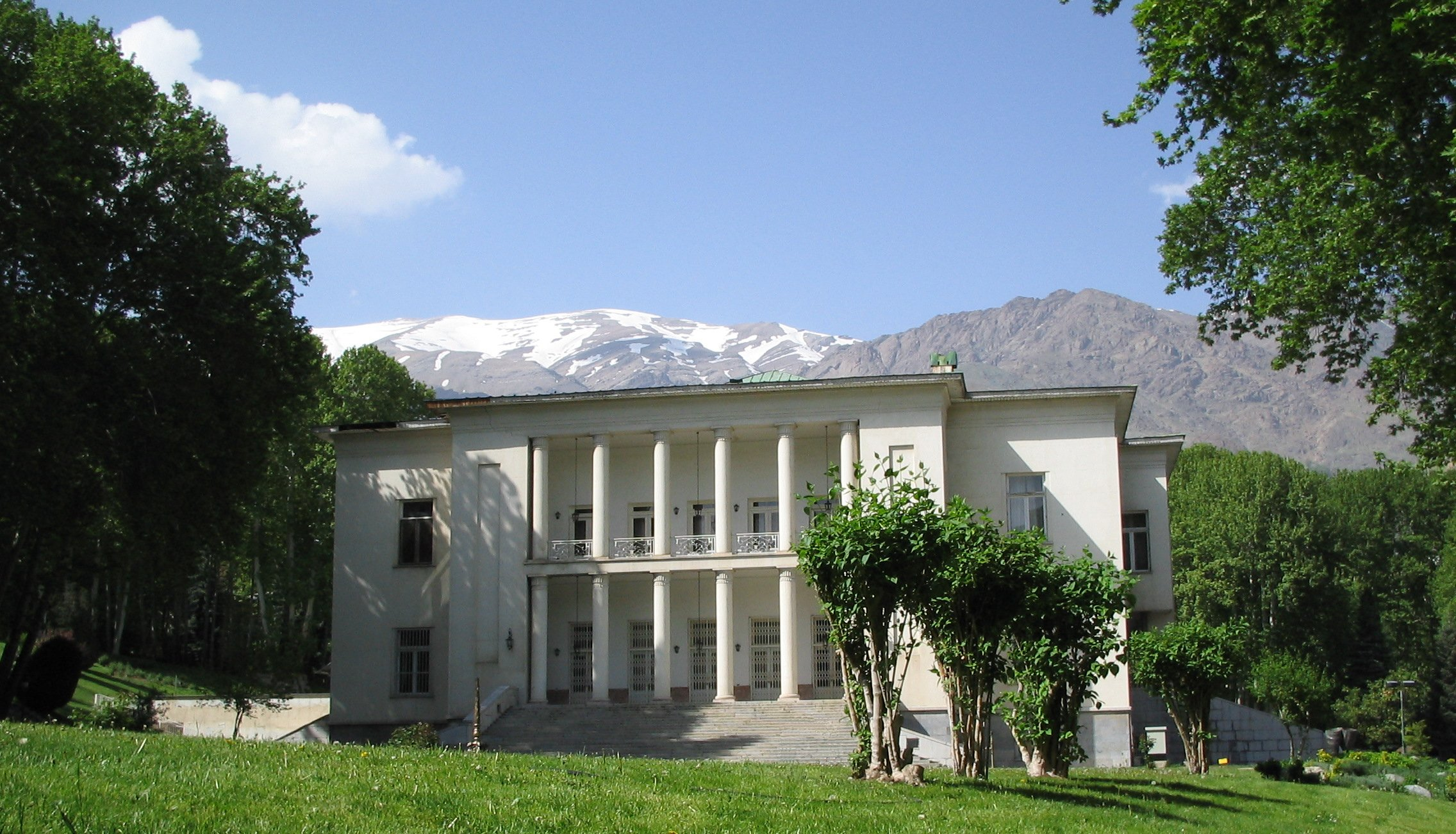
签署该条约的宫殿建筑群现在是一个博物馆，背景是德黑兰的萨德阿巴德宫

萨德阿巴德条约是土耳其、伊朗、伊拉克和阿富汗于1937年7月8日在德黑兰萨德阿巴德宫签署的互不侵犯条约。1938年6月25日，四国在德黑兰交换了批准书，条约于同日生效，并于7月19日登记于《国际联盟条约汇编》中。